# Rozkład jednostajny dyskretny
Rozkład jednostajny dyskretny (nazywany również równomiernym) – dyskretny rozkład prawdopodobieństwa w którym jednakowe prawdopodobieństwo przypisane jest {\displaystyle n} różnym liczbom rzeczywistym {\displaystyle k_{1},\dots ,k_{n},} a pozostałym liczbom przypisane jest prawdopodobieństwo równe zero.
Istnieje też wersja ciągła tego rozkładu oraz uogólnienie na dowolne nośniki.
Niektórzy autorzy zakładają dodatkowo, że {\displaystyle k_{1},\dots ,k_{n}} są wszystkimi liczbami całkowitymi z pewnego przedziału {\displaystyle [a,b].} Ta wersja rozkładu przedstawiona jest w ramce z prawej strony.
Przykład: Rozkład wyników rzutu jedną kostką.